# Tasik
A tasik (hangul: 다식, handzsa: 茶食, RR: dasik) hagyományos koreai édesség, hangva (hangwa), kínai írásjegyes nevének jelentése szó szerint „teához [felszolgált] étel”, ennek megfelelően leginkább koreai tea mellé fogyasztják. A tasik (dasik) puha, kerek, mintázott édesség, melyre a mintát fa- vagy porcelán nyomóval nyomják rá. Egészséges édességnek tartják, mert jóval kevésbé édes, mint a nyugati édességek, csokoládék.

## Története
Az édességet jobbára az arisztokraták fogyasztották tea társaságában, ami eredetileg a buddhizmussal terjedt el Koreában, buddhista szertartásokon is kínáltak tasik (dasik)ot a tea mellé. A köznép jórészt csak ünnepek, például újév alkalmával tudott édességet fogyasztani, a mézes sütemények kifejezetten drága csemegének számítottak.

## Változatok
A tasik (dasik) hagyományosan öt színben készül, természetes növényi színezékkel. A sárga színt fenyő virágpor szonghva (songhwa)) adja, amihez nehéz hozzájutni. A fekete színt pörkölt, őrölt fekete szezámmagból (hugimdzsa (heugimja)) nyerik. A piros illetve rózsaszín tasik (dasik) kínai kúszómagnólia (omidzsa (omija)) gyümölcsének levével készül, melyhez mungóbab-keményítőt és mézet kevernek. A zöld színhez az angyalgyökér Koreában honos egy fajtájának, az Angelica gigasnak a levelét használják, melyet szárítanak és őrölnek. A fehér színű változat mungóbab-keményítővel készül.